# دانشگاه ایالتی جورجیا
دانشگاه ایالتی جورجیا (به انگلیسی: Georgia State University) یک دانشگاه تحقیقاتی دولتی در آتلانتا واقع در ایالت جورجیا آمریکا است که در سال ۱۹۱۳ میلادی بنیان‌نهاده شده‌است.

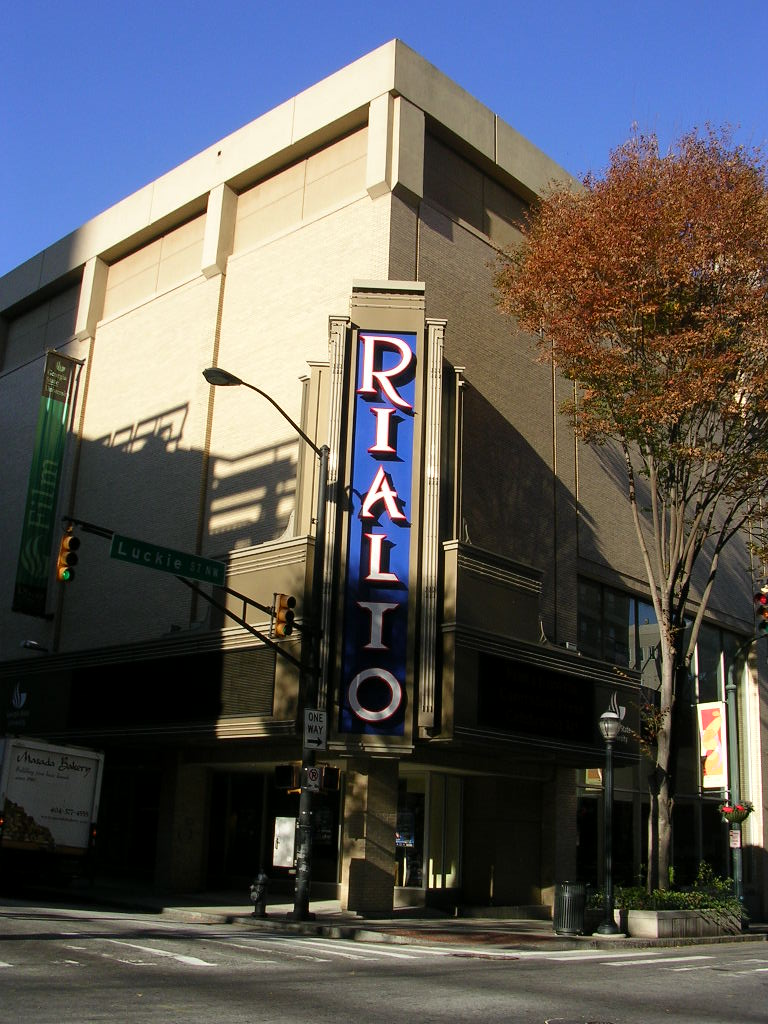
نمایی از مرکز هنرهای نمایشی دانشگاه